# Temple de Jagannath
Le temple de Jagannath (en odia : ଜଗନ୍ନାଥ ମନ୍ଦିର (jagannātha mandira) ; appelé aussi localement ବଡଦେଉଳ (baḍadēuḷa) (« grand temple ») ou ଶ୍ରୀମନ୍ଦିର (śrīmandira) (« sanctuaire »)) est un célèbre temple hindou dédié à Jagannâtha, situé dans la ville côtière de Purî, dans l'État d'Odisha en Inde. Le nom de Jagannath (« seigneur de l'Univers ») vient du sanskrit : जगत् jagat (« monde, univers ») et नाथ nātha (« seigneur, gardien »)[réf. souhaitée].
Le temple est un lieu de pèlerinage hindouiste important, en particulier pour les adorateurs de Vishnu ou de Krishna. Il fait partie du pèlerinage dit Char Dham, que chaque hindou devrait faire une fois dans sa vie. Ce pèlerinage consiste à se rendre dans quatre temples (dont celui-ci) situés aux extrémités de l'Inde. Le temple est sacré pour la tradition Vaishnavite. Le sage Ramananda a été étroitement associé avec le temple.
Le bâtiment principal du temple a été construit vers 1135-1150 sur des éléments existants par le fondateur de la dynastie des Ganga de l'est, le roi Anantavarman Chodaganga
.
Le temple est célèbre pour son festival annuel du Ratha Yatra pendant lequel les trois principales divinités du temple sont transportées sur d'énormes chars (ratha) richement décorés. C'est une période de ferveur religieuse intense.

## Les trois divinités du temple
Le temple abrite une trinité de divinités : Jagannath, Balabhadra (le frère de Krishna) et la déesse Subhadra (demi-sœur de Krishna et épouse d'Arjuna). Selon la saison, elles sont habillées de façon différentes et portent des bijoux spécifiques. Il est possible que le culte de ces divinités provienne d'un sanctuaire tribal antérieur.
Le culte de Jagannath s'est poursuivi jusqu'en 1558, lorsque l'Odisha a été attaqué par le général afghan Kalapahad. Par la suite, quand le roi Ramachandra Deb a créé un royaume indépendant à Khurda en Odisha, les divinités ont été réinstallées et le culte rétabli.
Seuls sont autorisés à entrer dans le temple les hindouistes ou les personnes d'origine indienne,. Les visiteurs non autorisés pouvaient avoir une vue sur l'enceinte du temple à partir du toit de la bibliothèque Raghunandan, qui se trouve à proximité, dans le complexe du Emar Mutt, un monastère d'obédience sri vishnouïte (tradition « méridionale », associé à Ramanuja).
Depuis 2019, le centre historique de Purî, et particulièrement les alentours immédiats du temple, ont été fortement affectés par des projets de développement urbain et touristique (« Beautification »), financés en partie par le programme HRIDAY (en) du gouvernement central indien. Les autorités publiques locales et régionales ont notamment créées un corridor autour du sanctuaire, achevé par la démolition du tissu historique enserrant le temple de Jagannath, qui comprenait entre-autres le monastère pluri-centenaire d'Emar Mutt ainsi que sa bibliothèque Raghunandan,.

## Structure

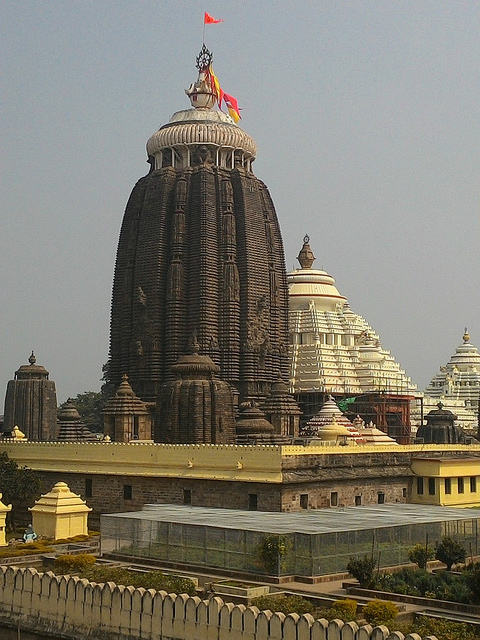
Temple de Jagannath. L'un des quatre lieux de pèlerinage les plus vénérés par les hindous

Le temple se trouve dans un complexe approximativement carré de plus de 215 m sur 210 et enclos par un mur fortifié de 6 m de haut et 2 m de large. On trouve environ cent-vingt temples dans cette enceinte.
Le temple comporte quatre constructions distinctes  :
- Deula, Vimana ou Garbha griha : le cœur du sanctuaire avec les trois divinités déposées sur le ratnavedi (« Trône de perles ») ;
- Mukhashala (porche d'entrée) ;
- Nata mandir / Natamandapa (salle de danse) également connu sous le nom Jaga mohan (salle d'audience) ;
- Bhoga Mandapa (salle des offrandes).

La salle de danse et la salle des offrandes ont été construits plusieurs siècles après le cœur du sanctuaire .
La tour principale qui coiffe le cœur du sanctuaire est un sikhara en forme de pain de sucre de 63 m de haut, la plus haute de tous les temples de l'Odisha,

### Les portes
Le Singhadwara (en sanskrit :  « Porte au lion ») est l'une des quatre portes du temple et en constitue l'entrée principale. Il doit son nom aux deux énormes statues de lions accroupis de chaque côté de l'entrée. La porte fait face à l'est et donne sur le Bada Danda (ou grande avenue).
Le Baisi Pahacha est un escalier de vingt-deux marches conduisant au complexe du temple. Une image de Jagannath connue sous le nom de Patita pavana (soit en sanskrit : « Le sauveur des opprimés et de ceux qui sont tombés. ») est peint sur le côté droit de l'entrée. À l'époque où les intouchables n'étaient pas autorisés à entrer dans le temple, ils pouvaient prier Patita Pavana. Des statues de Jaya et Vijaya, les gardiens du séjour de Vishnu, se trouvent de chaque côté de la porte .
Au début du festival de Ratha Yatra les statues de Jagannath, Balabhadra et Subhadra sortent du temple par cette porte. À leur retour du temple de Gundicha, ils doivent apaiser la déesse Mahalakshmi, dont la statue est sculptée au-dessus de la porte, pour avoir négligé de l'emmener avec eux pendant la procession. C'est alors seulement que la déesse leur permet de rentrer dans le temple.
Un magnifique pilier monolithique à seize côtés, connu sous le nom de Stambha Arun se trouve devant la porte principale. Ce pilier comporte à son sommet une statue d'Arun, le conducteur du char du dieu soleil Sūrya. À l'origine, ce pilier se trouvait dans le Temple du Sūrya, à Konârak. Il a été apporté à Puri par le Maharaja Chattrapati Shivaji pour le sauver de la destruction par les Moghols ou de l'enlèvement par les Britanniques.
Les autres entrées portent le nom des animaux qui les gardent : Hathidwara (Porte de l'éléphant) au nord, Vyaghradwara (Porte du tigre) à l'ouest, Ashwadwara (Porte des chevaux) au sud.

### Autres sanctuaires
Parmi les autres sanctuaires du complexe et en activité, on trouve le Shakti Pith Bimala : quand la déesse Satī s'est suicidée et que son corps a été démembré, c'est ici que son pied serait tombé.
On trouve aussi les sanctuaires de Mahalakshmi, Uchhista Ganapati (Ganesh), Muktimandap, Surya, Vimala, Sarasvati, Bhuvaneshvari, Narasimha, Rāma Chandra, Hanuman et Shiva-Eshaneshwara.

### Les festivals
Le principal festival est celui du Ratha Yatra en juin. Les statues des trois divinités sont installées sur trois énormes chars à baldaquins (rathas) de 10 m de côté et 13 m de haut, portés par seize roues en bois de deux mètres de diamètre et tractés par des milliers de pèlerins . Elles sont emmenées en procession le long du Banda Danda jusqu'au temple de Gundicha, résidence d'été des divinités. Le retour a lieu après sept jours.
Ces énormes chariots ont impressionné les premiers européens qui rapportaient aussi le cas de fidèles se suicidant en se jetant sous les roues dans une forme de suicide religieux sati. En fait, il est difficile de savoir s'il s'agissait de suicide ou d'accidents en raison de l'immense foule et de la difficulté à manier ces chariots. Ces chariots ont fait que le nom du temple a fourni le nom anglais de juggernaut qui désigne une puissance formidable à laquelle on ne peut échapper.
Il existe de nombreux autres festivals annuels ou exceptionnels[Lesquels ?].

## Galerie

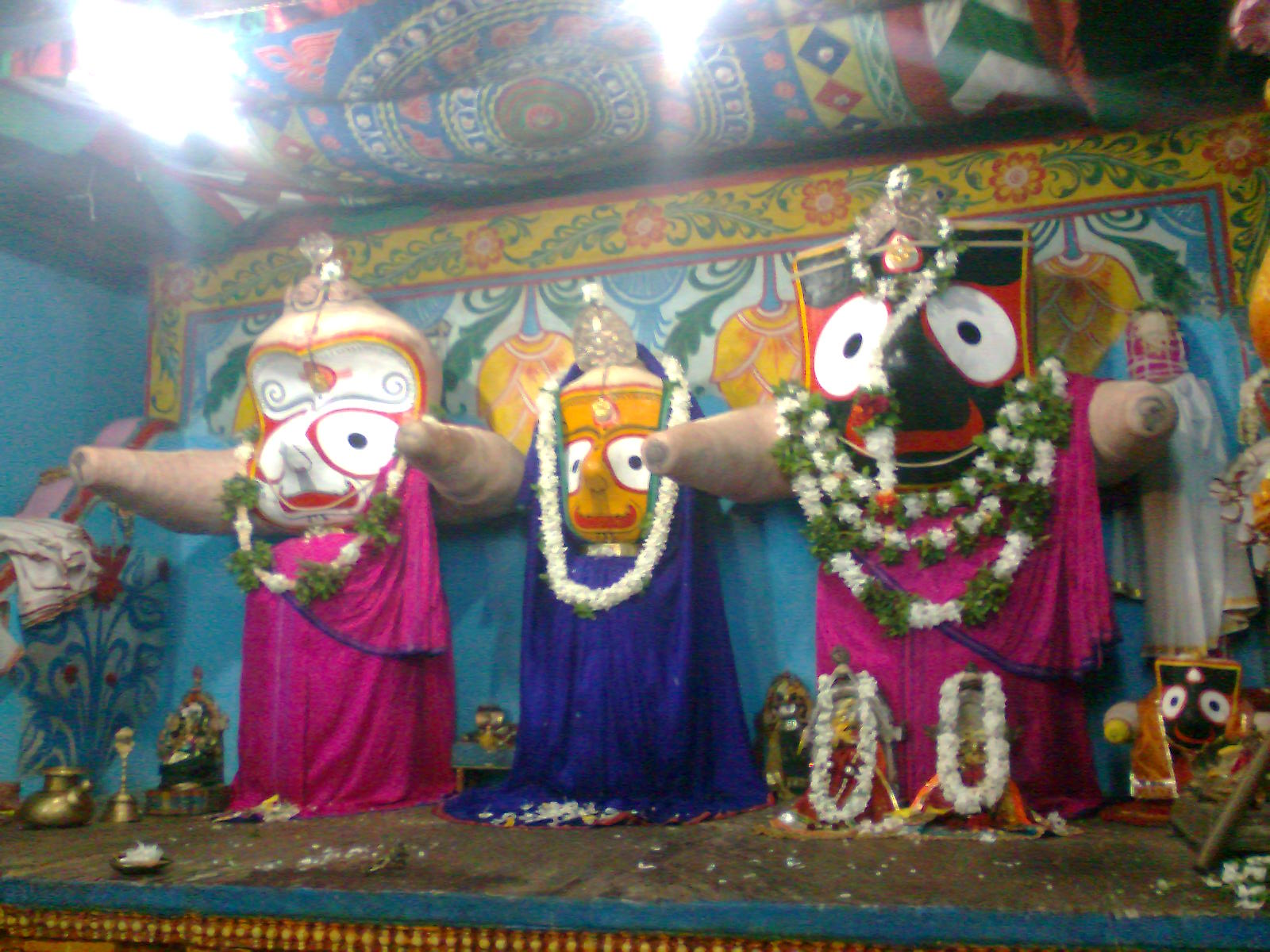
Jagannath, Balabhadra and Subhadra dans un autre temple de Jagannath situé à Nayagarh
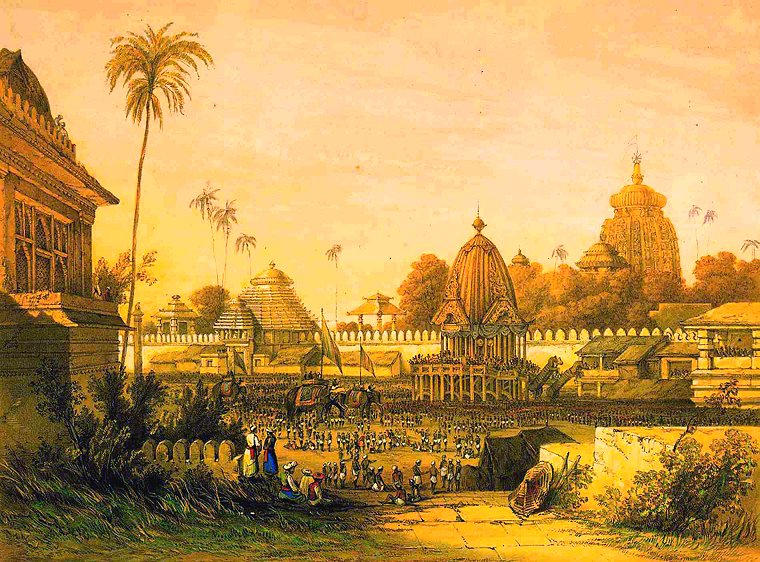
Festival de Ratha Yatra sur une peinture de James Fergusson
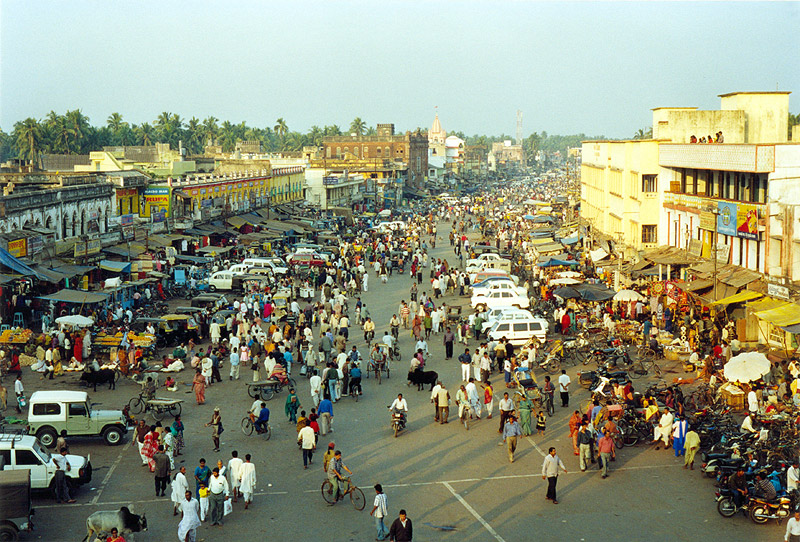
Le Bada Danda (ou grande avenue)
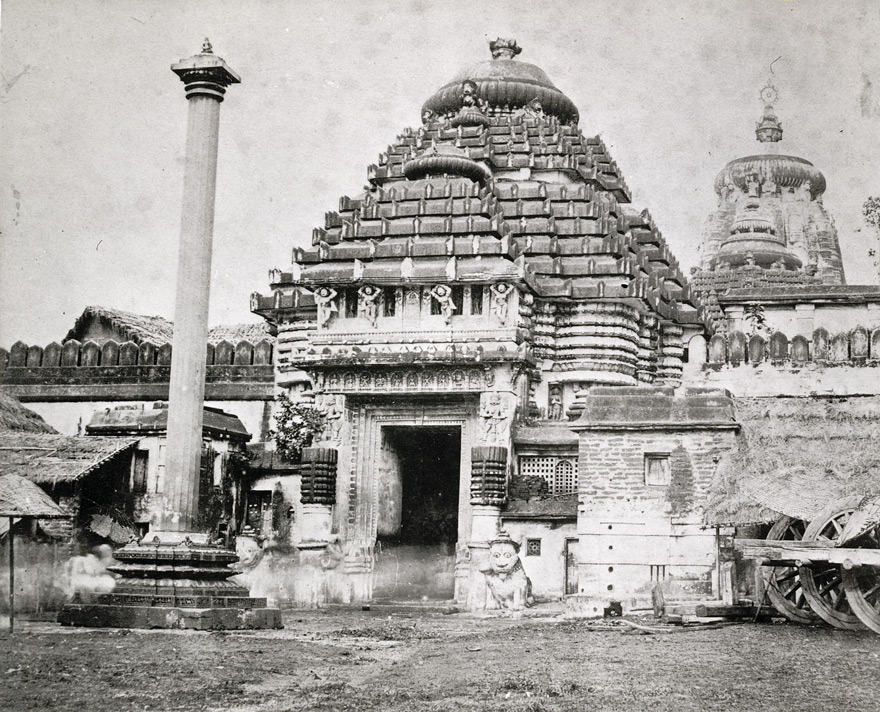
La porte du Singhadwara en 1870 avec des sculptures de lion et le pilier Aruna Stambha
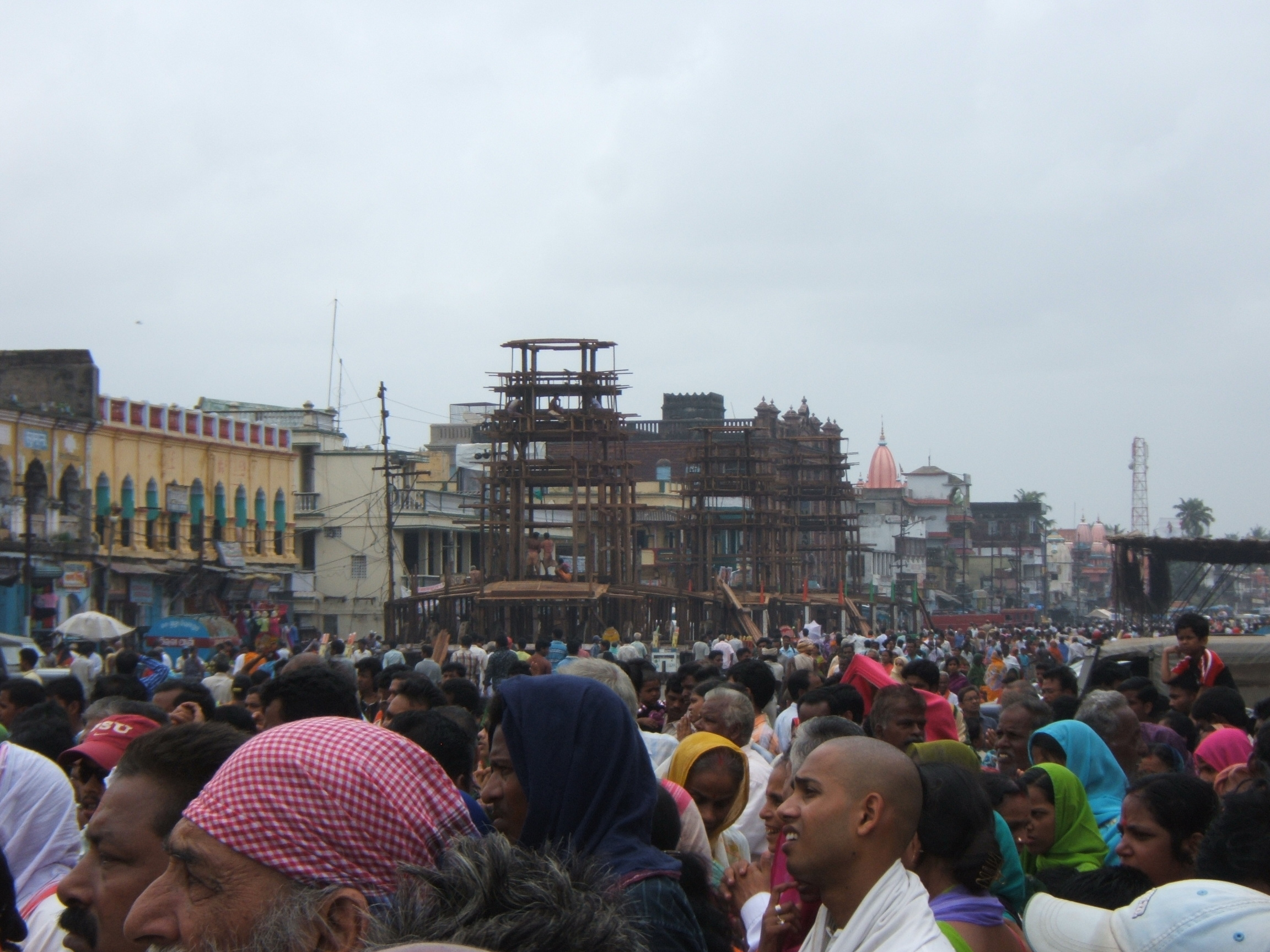
Pèlerins visitant le temple de Jagannath à l'occasion de la fête de Snana Yatra
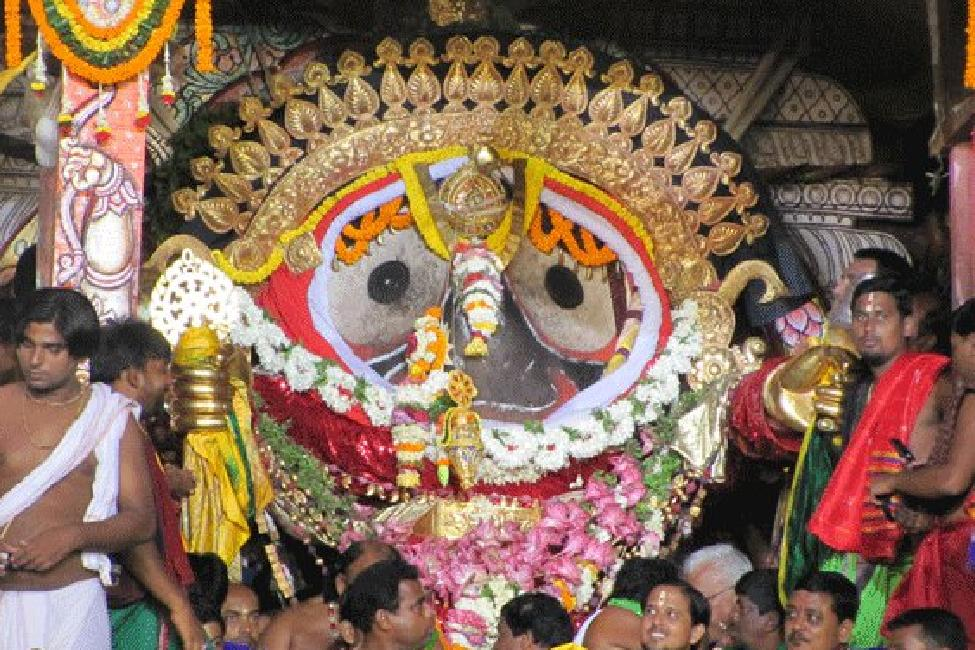
Jagannath dans sa tenue dorée (Suna Vesha)